# Mel Levine
Meldon Edises Levine, detto Mel (Los Angeles, 7 giugno 1943), è un politico statunitense, membro della Camera dei Rappresentanti per lo stato della California dal 1983 al 1993.

## Biografia
Nato a Los Angeles in una famiglia molto abbiente, Levine fu presidente del corpo degli studenti e valedictorian presso l'Università della California - Berkeley; successivamente conseguì un MPA a Princeton e la laurea in giurisprudenza ad Harvard. Abilitato all'esercizio della professione di avvocato, lavorò nel settore privato per diversi anni. Fu nominato tra i cento avvocati più influenti della California.

### Carriera politica

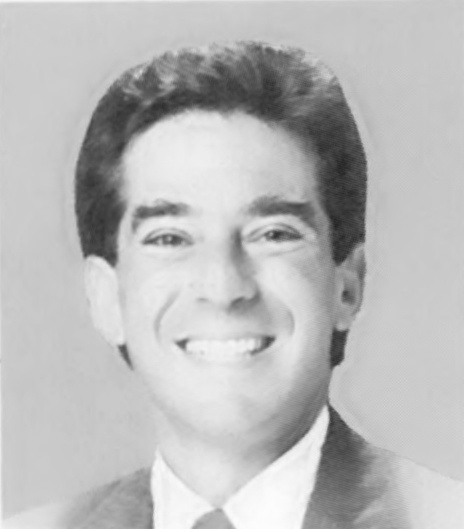
Mel Levine nel 1991

Fu impiegato come assistente legislativo del politico John V. Tunney. Nel 1977 si candidò con il Partito Democratico per un seggio all'interno dell'Assemblea dello Stato della California, riuscendo a farsi eleggere e rimanendo in carica per i successivi cinque anni. Suo padre era stato un attivista repubblicano mentore di Thomas Kuchel e lo stesso Mel Levine aveva militato tra i repubblicani in gioventù, decidendo poi di cambiare la sua affiliazione politica poiché i democratici sostenevano cause e posizioni a lui maggiormente vicine.
Nel 1982 si candidò alla Camera dei Rappresentanti e risultò eletto deputato. Venne riconfermato dagli elettori per altri quattro mandati. Fu membro della commissione Affari Esteri e in questa veste si oppose agli aiuti ai ribelli anti-sandinisti Contras, contrastò la vendita di armi all'Arabia Saudita e propose sanzioni commerciali contro l'Iraq.
Nel 1991 Levine, che era un oppositore degli interventi militari all'estero, votò a favore dell'impiego dei soldati statunitensi nella guerra del Golfo, attirandosi diverse critiche. Definì tuttavia "vergognosa" la politica intrapresa da Ronald Reagan e George H. W. Bush che aveva condotto all'invasione del Kuwait; Levine subì diversi attacchi da parte dei pacifisti che risiedevano nel distretto congressuale che rappresentava e fu assente alla convention democratica che era stata programmata per fornire risposte rispetto alla posizione degli esponenti del partito sul conflitto; interrogato in merito alle sue posizioni sul tema della politica estera, Levine espresse tre principi chiave: il controllo del flusso di armi in Medio Oriente, lo sviluppo di una politica energetica che permettesse agli Stati Uniti di non dipendere dalle importazioni di petrolio e la risoluzione del conflitto israelo-palestinese.

#### Candidatura al Senato
Nel 1992, Levine si candidò al Senato per il seggio lasciato dal senatore in carica da ventiquattro anni Alan Cranston. Nelle primarie commise alcuni errori strategici: fu soprannominato il "candidato invisibile", perché entrò in campagna elettorale poco più di sessanta giorni prima delle elezioni, spendendo cinque milioni di dollari in annunci martellanti creati per lui da una società di comunicazione; oltre a questo, Levine, che negli anni di permanenza al Congresso si era configurato come un progressista, cercò di attirare il voto degli elettori moderati proponendosi come conservatore ed evidenziando il suo voto favorevole alla guerra del Golfo; emerse poi che l'anno precedente era stato tra i deputati più assenteisti del Congresso, ma si difese sostenendo di non aver mai mancato una votazione importante. In quella tornata elettorale, l'attenzione dell'opinione pubblica era rivolta soprattutto alle questioni femminili, poiché era in pieno svolgimento il caso Anita Hill e Levine concorreva contro una candidata donna molto forte, la deputata Barbara Boxer.
La sfida maggiore di Levine fu quella di ottenere un riconoscimento da parte degli elettori: agli inizi della campagna elettorale, i sondaggi mostrarono come fosse noto solo al 6% dei rispondenti. Criticò sia la destra che la sinistra, incolpando entrambe per il declino economico degli Stati Uniti; propose una piattaforma di incentivi fiscali per costruire alloggi pubblici e partenariati tra settore pubblico e privato per migliorare le infrastrutture. Al termine delle primarie, Mel Levine si piazzò terzo con il 21,7% delle preferenze, molto distanziato rispetto alla vincitrice Boxer, che fu poi eletta senatrice.

#### Dopo il Congresso
In seguito alla sconfitta, Mel Levine dovette lasciare il Congresso dopo dieci anni di permanenza. Fu assunto dal più grosso studio legale della California, Gibson, Dunn & Crutcher.
Dal matrimonio con la giudice Jan Greenberg Levine ebbe tre figli; in seconde nozze, sposò la giornalista del New Yorker Connie Bruck.